# Xylopia longicuspis
Xylopia longicuspis este o specie de plante angiosperme din genul Xylopia, familia Annonaceae, descrisă de Robert Elias Fries. Conform Catalogue of Life specia Xylopia longicuspis nu are subspecii cunoscute.